# NGC 1642
NGC 1642 é uma galáxia espiral (Sc) localizada na direcção da constelação de Taurus. Possui uma declinação de +00° 37' 08" e uma ascensão recta de 4 horas, 42 minutos e 54,9 segundos.
A galáxia NGC 1642 foi descoberta em 29 de Dezembro de 1861 por Heinrich Louis d'Arrest.